# Точидловський Ігнатій Якович
Точидловський Ігнатій Якович (1871 — 1942) —  фізик, геофізик,  кліматолог, метеоролог.

## Біографія
І. Я. Точидловський народився 1 червня 1871 року в с. Прохоровому Тираспольського повіту Херсонської губернії.
У 1893 році закінчив фізико-математичний факультет Новоросійського університету.
За поданням О.В. Клоссовського був зарахований лаборантом при фізичному факультеті Новоросійського університету.
Протягом 1898-1922 років паралельно з роботою в університеті викладав фізику в середніх навчальних закладах.
Після складання магістерського іспиту у 1907 році був зарахований на посаду приват-доцента кафедри фізики і фізичної географії Новоросійського університету.
У 1912 році в Київському університеті захистив магістерську дисертацію. У 1917 році був обраний  екстраординарним професором кафедри фізики і фізичної географії.
В 1918 році взяв участь у створенні Одеського сільськогосподарського інституту та був до 1922 року його першим директором. У 1923-1932 роках обіймав посаду професора фізики і метеорології інституту.
У 1924 році Комісією при Народному комісаріаті освіти УРСР присуджено науковий ступінь доктора геофізики.
У 1927-1931 роках викладав фізику в Одеському вечірньому університеті.
З 1917 року до 1941 року керував Одеською геофізичною  обсерваторією.
У червні 1941 року був тимчасово відряджений до Московської геофізичної обсерваторії, де захворів і помер 24 лютого 1942 року.

## Наукова діяльність
Проаналізував дані метеоспостережень за 60 років (1865–1925), отримані геофізичною обсерваторією на Малому Фонтані та університетською метеостанцією (розміщувалася в Одеському університеті). Разом з М. М. Акимовичем організував синоптичну групу, яка з 1928 року регулярно складала синоптичні карти і прогнози погоди.
Опублікував 62 наукові роботи.

#### Праці
- Краткое руководство к практическим занятиям по физике/ И. Я. Точидловский, Б. П. Вайсберг. - Одесса, 1901. - 369 с.
- Научная деятельность проф. Н. Д. Пильчикова/ И. Я. Точидловский. - Одесса, 1909. - 18 с.
- Ночное лучеиспускание/И. Я. Точидловский. - Одесса: Техник, 1912. -  162 с.
- Воздухоплавание. - Одесса: Госиздат Украині, 1923. - 42 с.
- Клімат м. Одеса: Витяг з 60-річних спостережень з 1866 до 1925/ І. Я. Точидловський// Вісті Одеського сільськогосподарського інституту. - 1926. - Вип. 2. - С. 111 - 115.
- Робота Одеської геофізичної обсерваторії за останні 20 років/ І. Я. Точидловський// Вісник метеорології та гідрології. - 1938. - № 1. - С. 53 0 58.